# 大阪大學社會經濟研究所
大阪大学社会经济研究所（しゃかいけいざいけんきゅうじょ、Institute of Social and Economic Research, Osaka University），缩写社研，是大阪大学附属的一个研究所，其宗旨是从经济学的角度解决社会问题，成立于1954年。

## 历史沿革
1953年，大阪大学经济学院与文法学院分离。这很大程度上得益于经济学院院长高田保马的努力。该研究所主张的“社会面临的各种经济问题”包括衰退、泡沫、多重债务、环境问题、不平等等，这些问题很难用传统经济学来解释，但与现代经济学尤其相关。
1954年3月，大阪大学经济学院附属社会经济学研究室成立。1960年，与宾夕法尼亚大学合办的期刊《国际经济评论》（ International Economic Review, IER）创刊。1966年4月，更名为大阪大学社会经济研究所。
1986年4月，改组为理论经济学、计量经济学、经济统计学三大系。1997年，开始劳伦斯·克莱因讲座。2004年4月，重组为理论经济学、实证经济学、政策研究三大系，并成立附属行为经济学研究中心。
2010年4月，被指定为共同利用/研究中心（行为经济学研究）。